# Becadell pintat afroasiàtic

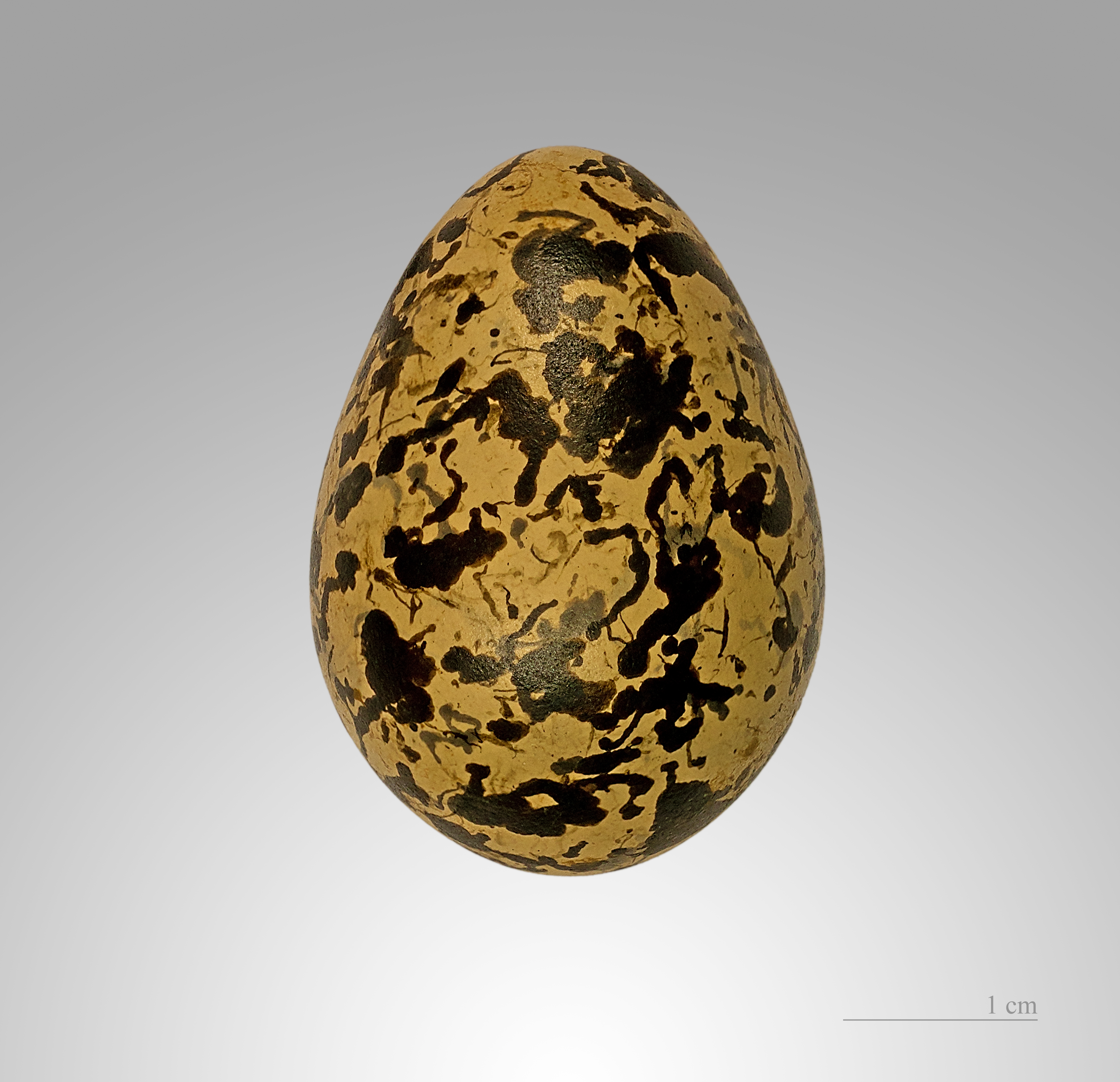
Rostratula benghalensis

El becadell pintat afroasiàtic o becadell pintat gros
(Rostratula benghalensis) és una espècie d'ocell de la família dels rostratúlids (Rostratulidae) que habita pantans, àrees negades i camps d'arròs, de l'Àfrica Subsahariana (faltant de les zones selvàtiques de l'oest i el centre i de les zones excessivament àrides), nord d'Egipte, Madagascar, i en Àsia des del Pakistan i Índia, cap a l'est, pel sud i est de la Xina fins a Hainan, Taiwan i Japó, Sud-est Asiàtic, illes de la Sonda i Filipines.